# Нельсон, Рис
Рис Люк Не́льсон (англ. Reiss Luke Nelson; род. 10 декабря 1999 года, Лондон, Англия) — английский футболист, вингер лондонского «Арсенала», выступающий на правах аренды за «Фулхэм».

## Карьера
Рис является воспитанником лондонского «Арсенала» с 2009 года. В сезоне 2016/17 подписал свой первый профессиональный контракт с Арсеналом и на протяжении сезона выступал за различные молодёжные команды, включая команду до 21 года, за которую он провел девять матчей. 6 августа 2017 года дебютировал за взрослую команду в поединке Суперкубка Англии, выйдя на замену на 87-й минуте вместо Дэнни Уэлбека.
Игрок юношеской сборной Англии. Участник чемпионата Европы 2016 года среди юношей до 17 лет. На турнире сыграл в четырёх встречах, забил три мяча.
В 2019 году попал в заявку молодёжной сборной на чемпионат Европы. В третьем матче в группе против Хорватии он забил гол на 11-й минуте с пенальти, а команды разошлись миром 3:3.

## Достижения
«Арсенал»
- Обладатель Суперкубка Англии (2): 2017, 2020
- Обладатель Кубка Англии: 2019/20